# Ban Koutnadi
Ban Koutnadi – wieś położona w południowo-wschodnim Laosie, w prowincji Attapu, w dystrykcie Sanamxay.